# Estero Nonguén
El estero Nonguén o estero Puchacay es un curso natural de agua que fluye con dirección general norte hasta desembocar en la ribera sur del río Andalién.
No confundir con un "estero Puchacay" que fluye en los orígenes del río Andalién.

## Trayecto

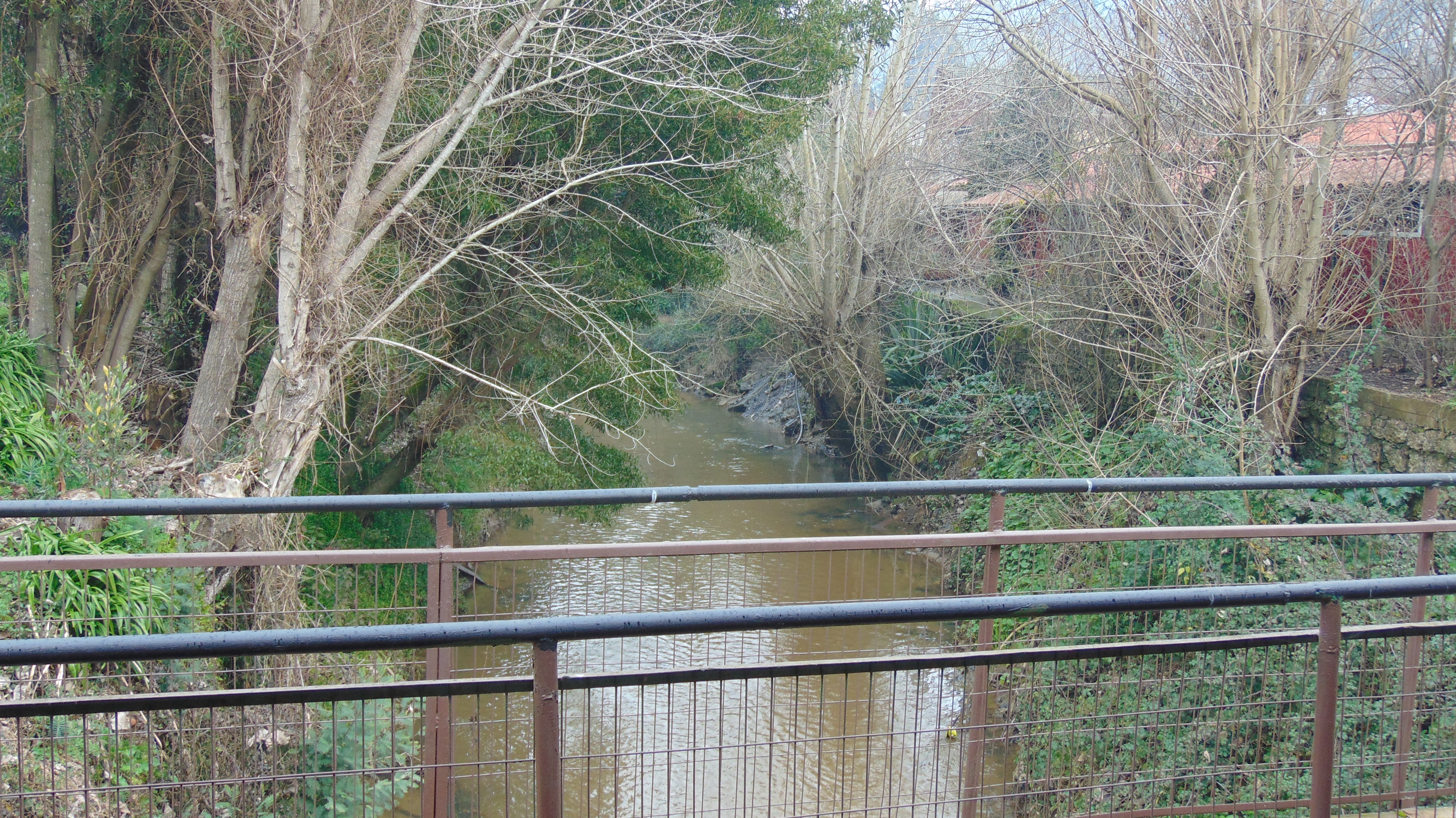
Vista desde acceso Club Deportivo Deportes Concepción
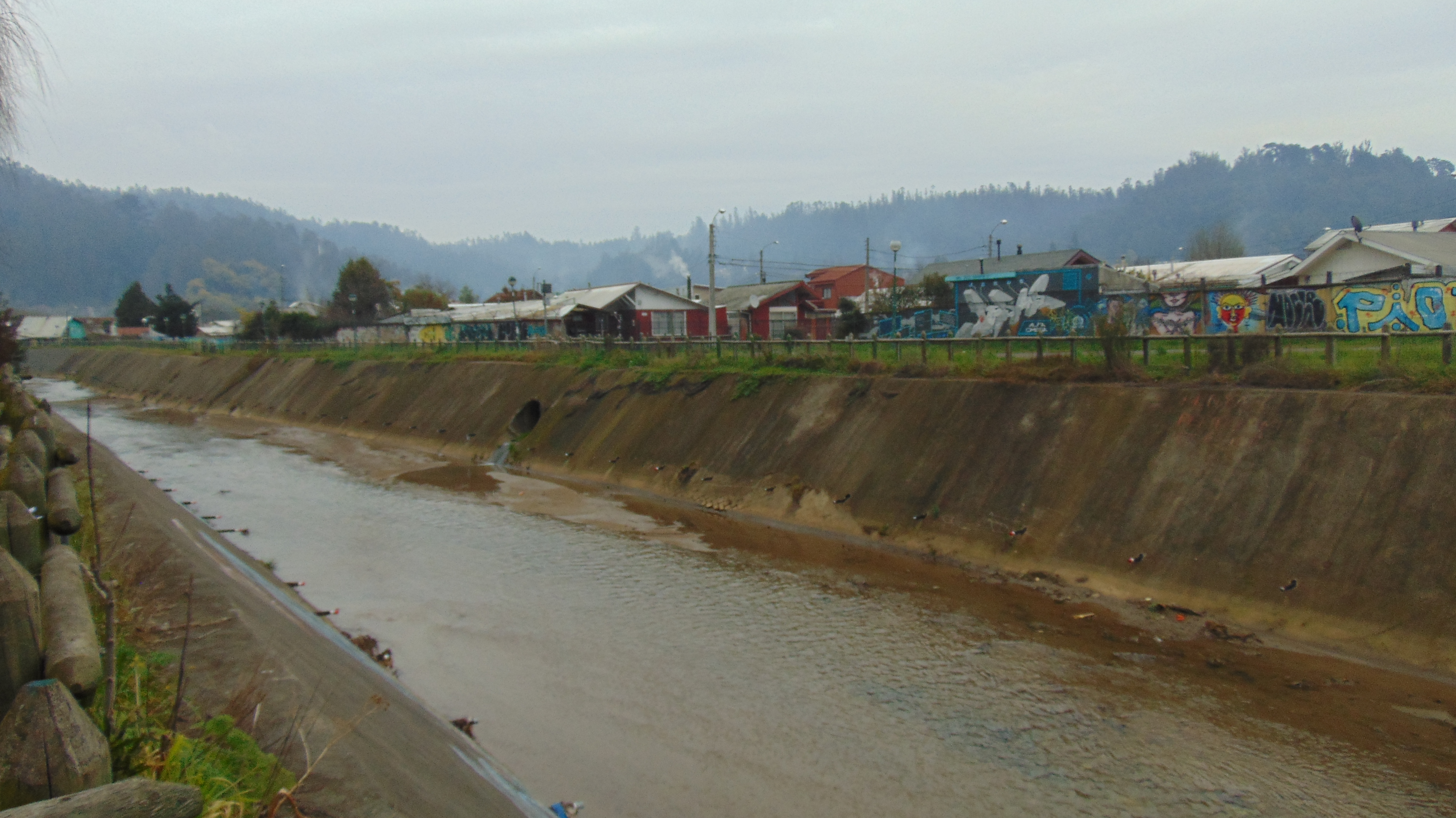
Vista desde sector Los Lirios/Campus Universidad del Biobío
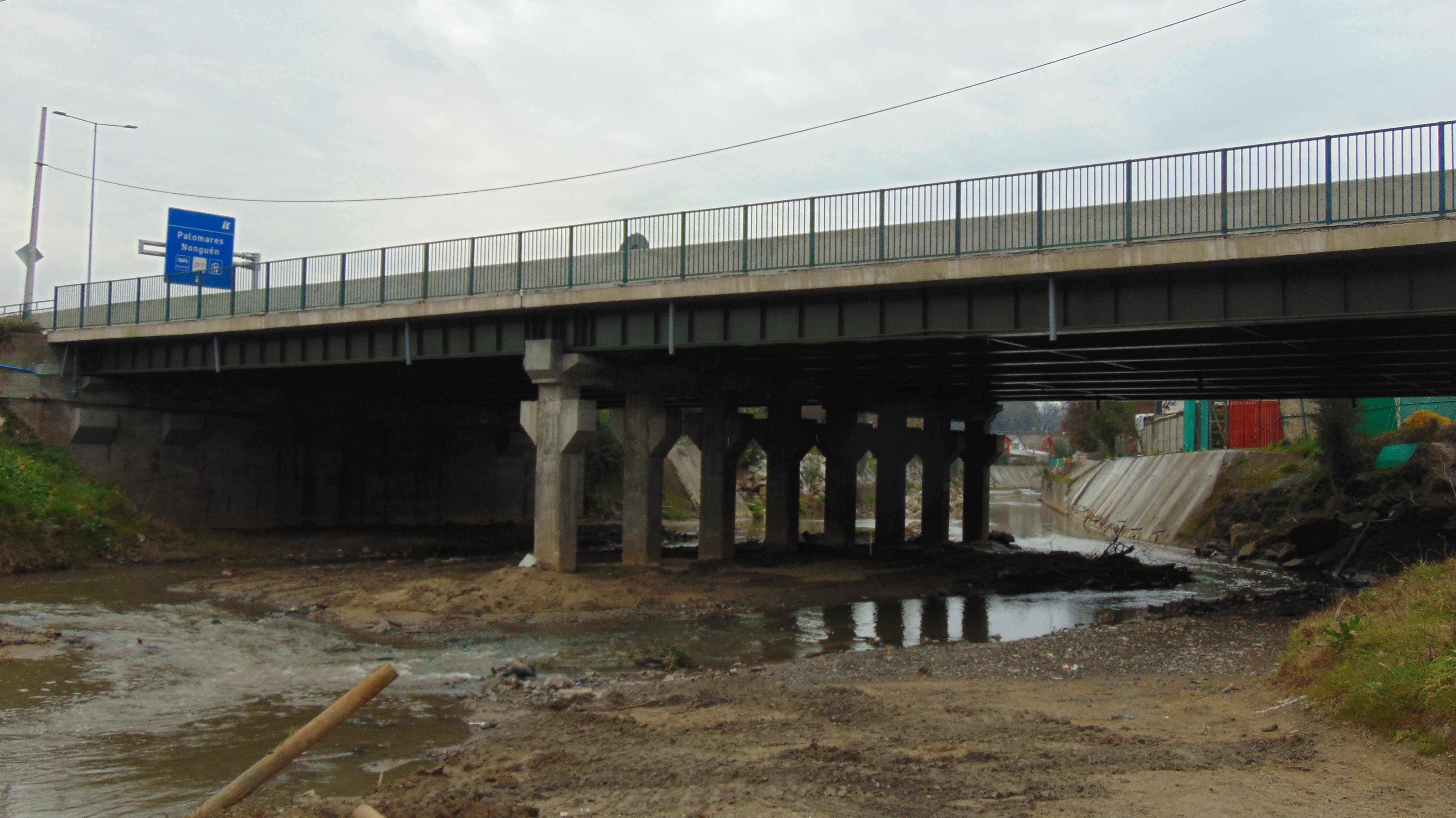
Vista desde puente Nonguén Ruta 146 (Autopista Cabrero-Concepción)
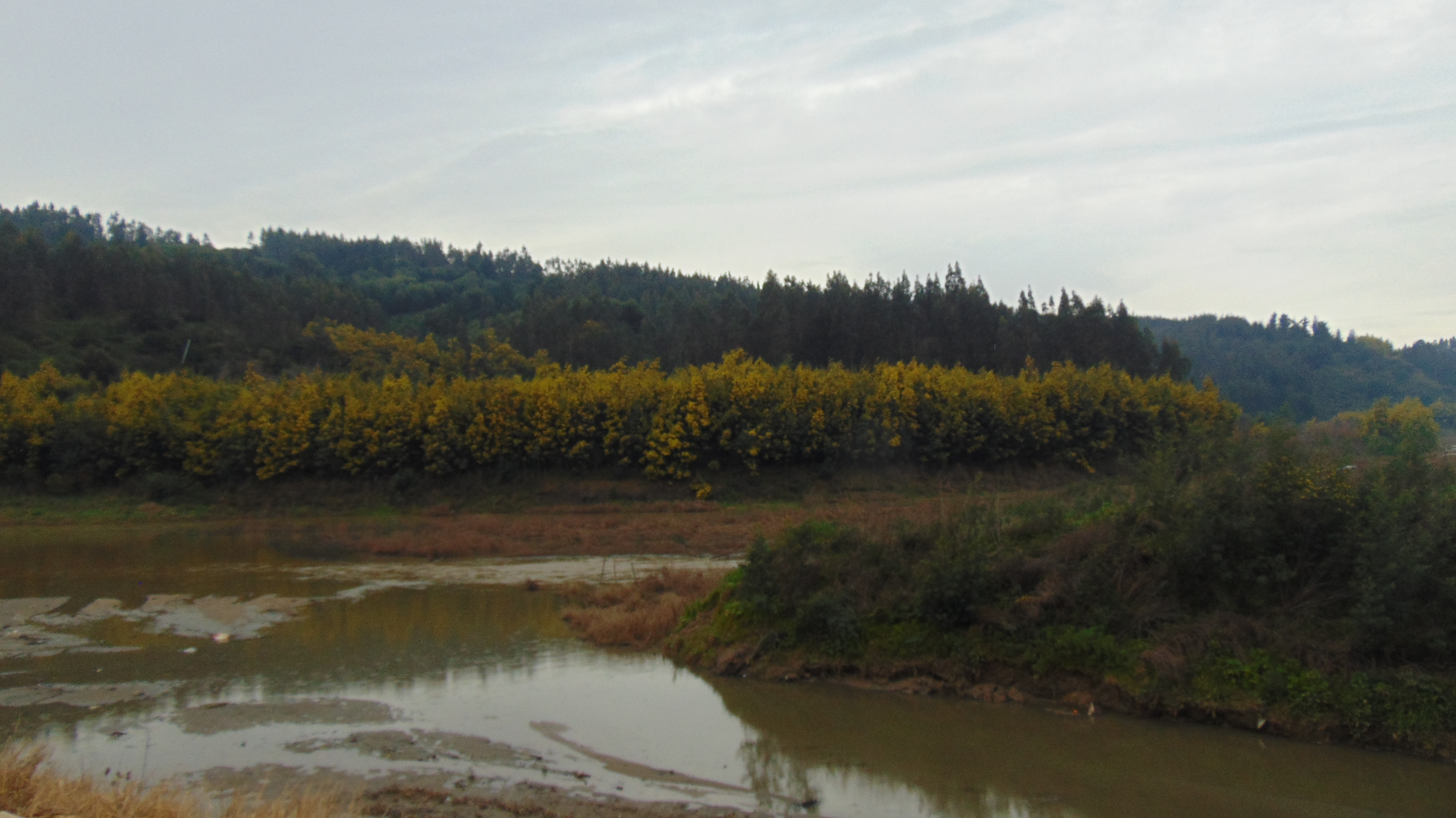
Desembocadura Estero Nonguén

## Caudal y régimen
El informe de la Dirección General de Aguas concluye para el río Andalién:: 30 
En la cuenca del río Andalién, desde su nacimiento en la unión de los esteros Poñén y Curapalihue en la cordillera de la Costa, hasta su desembocadura en el océano Pacífico, se observa un marcado régimen pluvial, con los mayores caudales en meses de invierno, producto de importantes lluvias invernales que ocurren en la cuenca. Debido a la baja elevación en que se encuentra no se aprecia influencia nival alguna.
En años húmedos los mayores caudales ocurren entre mayo y agosto, producto de importantes lluvias invernales. En años secos los mayores caudales también se deben a aportes pluviales, presentándose entre julio y agosto.
El período de menores caudales se observa en el trimestre dado por los meses de enero, febrero y marzo.

## Historia
Luis Risopatrón lo describe en la entrada para la aldea "Nonquen" en su Diccionario Jeográfico de Chile de 1924:: 590 
Nonquen (Aldea) 36° 52’ 72° 58’. Es de corto caserío i ocupa parte de un pequeño valle, a 145 m de altitud, a unos 10 kilómetros al SE de la ciudad de Concepción; se encuentra entre cerros de poca altura i de poco arbolado i corre por el valle una corriente de agua, llamado estero de Nonquen o de Puchacái, que se dirije al NW, para vaciarse en el rio Andalien, por el lado W de Palomares. Se ha rejistrado 1 519,5 mm de agua caida, en 120 dias de lluvia, con 83,5 mm de máxima diaria, en 1921. 62, I, p. 192 i 195; i 101, p. 849; i lugarejo en 68, p. 149; aldea Nonguén en 155, p. 477; i caserío Norquen error tipográfico en 63, p. 404.

## Población, economía y ecología
El estero pasa por el parque nacional Nonguén.